# Iseza gruba
Iseza gruba är en insektsart som beskrevs av Irena Dworakowska 1981. Iseza gruba ingår i släktet Iseza och familjen dvärgstritar.
Artens utbredningsområde är Sudan. Inga underarter finns listade i Catalogue of Life.